# Bitwa o Dajr az-Zaur
Bitwa o Dajr az-Zaur – operacja wojskowa przeprowadzona jesienią 2017 roku przez Siły Zbrojne Syrii w muhafazie Dajr az-Zaur przeciwko organizacji terrorystycznej Państwo Islamskie (ISIS).

## Kontekst

Dajr az-Zaur pod częściową okupacją przez ISIS

Mimo licznych ataków, islamistom z ISIS nigdy nie udało się w pełni zniszczyć garnizonu sił rządowych, 14 lipca 2014 zajęli jednak wschodnią część miasta. Przez trzy lata (2014–2017) Dajr az-Zaur było podzielone na dwie części – kontrolowaną przez armię syryjską i zajętą przez ISIS. Reszta dystryktu Dajr az-Zaur przez większość tego czasu znajdowała się pod kontrolą ISIS, co spowodowało faktyczne oblężenie kontrolowanej przez armię połowy miasta. Przez ponad 3 lata około 100 tysięcy cywilów było zaopatrywanych w leki i żywność drogą lotniczą. Dowództwo nad oddziałami syryjskimi w mieście przez cały okres blokady sprawował Isam Zahr ad-Din.
Terroryści wielokrotnie atakowali broniące się dzielnice Dajr az-Zaur z użyciem pocisków rakietowych i moździerzowych. Tak np. 25 stycznia 2016 zabili 5 osób, zaś 20 maja 2017 spowodowali śmierć 15 cywilów i obrażenia kolejnych sześćdziesięciu.
Latem 2017 roku Siły Zbrojne Syrii rozpoczęły przerzut wojsk do wschodniej Syrii, z zamiarem przerwania blokady Dajr az-Zaur i wyzwolenia jego okolic. Wojskom idącym z odsieczą przewodził Suhajl al-Hasan i jego „Siły Tygrysa”. 6 sierpnia Syryjczycy odbili As-Suchnę, zaś 20 sierpnia wypędzili terrorystów z At-Tajjiba na Pustyni Syryjskiej.

## Bitwa

Działania Sił Zbrojnych Syrii w sierpniu i wrześniu 2017

Rozstrzygająca bitwa o miasto zaczęła się 5 września. Po dwugodzinnym ostrzale pierwszy syryjski czołg przełamał pozycje ISIS na zachód od Dajr az-Zaur, kończąc oblężenie miasta. Syryjczyków wsparło rosyjskie lotnictwo. Wyzwolicieli radośnie powitała miejscowa ludność. Kolejnym celem dla armii stała się odsiecz dla garnizonu lotniska Dajr az-Zaur, co zrealizowano 9 września. Tegoż dnia po drugiej stronie Eufratu zbrojne formacje Kurdów rozpoczęły swoją operację wojskową wymierzoną w ISIS.
14 września armia syryjska zajęła miejscowość Al-Bughajlijja oraz kampus Uniwersytetu Al-Dżazira. Syryjscy żołnierze przejęli też kontrolę nad strategicznie ważnym wzgórzem Sarda w masywie Karrum, położonym na południowy wschód od bazy lotniczej.
17 września wojska rządowe Syrii wzięły pod kontrolę rejon Al-Dżafra na południowym wschodzie od miasta Dajr az-Zaur, odcinając szlak zaopatrzenia terrorystów.
18 września czołowe oddziały syryjskiej armii przekroczyły rzekę Eufrat. Pododdziały inżynieryjne zbudowały most pontonowy, przez który na północne obrzeża Dajr az-Zaur zostały przerzucone oddziały szturmowe wraz ze sprzętem. Żołnierze wyparli też terrorystów z nadeufrackich wsi.
20 września armia zorganizowała „korytarze humanitarne”, aby umożliwić cywilom bezpieczną ewakuację z obszaru jeszcze zajmowanego przez ISIS. Pomimo to, 21 września w wyniku terrorystycznego zamachu bombowego zginęło pięć osób, a 27 zostało rannych. Armia kontynuowała natarcie wzdłuż brzegu Eufratu i wyzwoliła At-Tibni i Al-Buwajtijja, 22 września Al-Kasabi, zaś 23 września Mazlum i Chuszam.
Jednocześnie z bitwą pod Dajr az-Zaur trwała rządowa operacja przeciw ISIS w centralnej części kraju, likwidując odcięte grupy terrorystów w muhafazie Himsu. 29 września żołnierze odparli gwałtowny atak ISIS na drogę łączącą Dajr az-Zaur z Palmyrą.
Na początku października żołnierze opanowali drogę w kierunku Al-Majadin i kontynuowali natarcie w kierunku wschodnim. 6 października armia zakończyła operację w muhafazie Himsu i mogła skupić się na Dajr az-Zaur. 8 października udało się okrążyć Al-Majadin, które zdobyto 14 października, wcześniej ewakuując pięć rodzin cywilnych mieszkańców. Żołnierze odnaleźli tam znaczne ilości broni, w tym izraelskiej. 17 października wyzwolono jeszcze trzy osiedla w samym Dajr az-Zaur.
18 października zginął generał Isam Zahr ad-Din, gdy jego konwój trafił na minę lądową. Następnego dnia ISIS podjęło ofensywę na wyspie Sakr na Eufracie. Islamiści zdetonowali bombę tunelową przed ogólnym atakiem na pozycje armii syryjskiej, mając na celu zepchnięcie ich z wyspy, ale atak ten został odparty przez armię.
3 listopada 2017 armia syryjska ostatecznie wyzwoliła całe miasto Dajr az-Zaur spod kontroli ISIS. Ostatni terroryści w Dajr az-Zaur skapitulowali 17 listopada.

## Następstwa
8 listopada 2017 żołnierze syryjscy dotarli do granicy z Irakiem w Abu Kamal. Po drugiej stronie Eufratu działały Syryjskie Siły Demokratyczne (w tym kurdyjskie Powszechne Jednostki Ochrony), które do 2019 roku opanowały m.in. Hadżin i Al-Baghuz Faukani. Z powodu obecności ISIS, regionem była zainteresowana też międzynarodowa koalicja pod przywództwem USA.